# Lágrimas de vinho

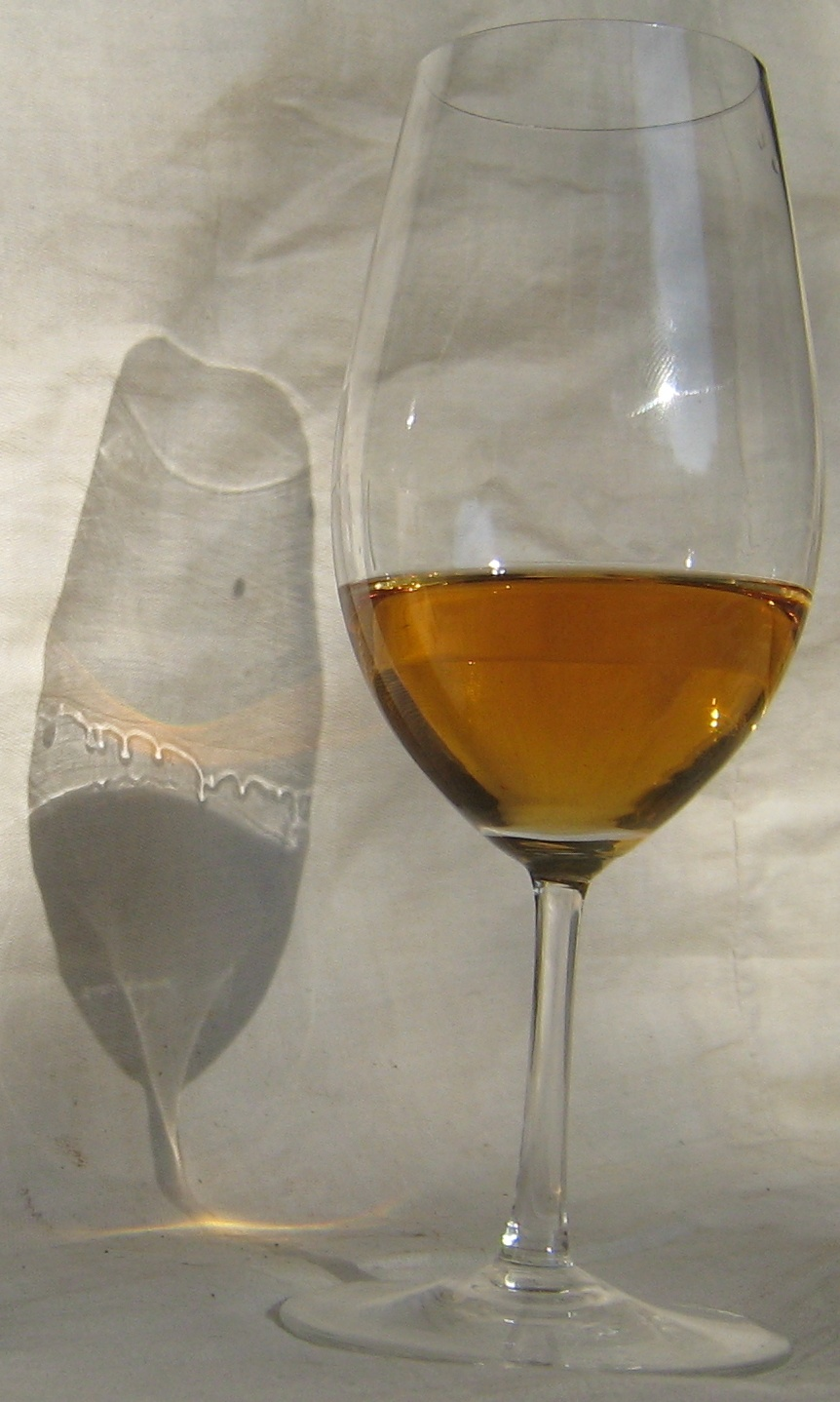
Lágrimas de vinho exibidas claramente na sombra da taça de um vinho de sobremesa com teor alcoólico de 13,5%.

O fenômeno chamado de lágrimas de vinho manifesta-se como um anel de líquido claro, perto da parte superior de um copo de vinho, a partir do qual gotas continuamente se formam e caem de volta ao vinho. É mais facilmente observado em um vinho com alto teor alcoólico. Também é conhecido como pernas de vinho, cortinas ou janelas de igreja.

## Causa
O efeito é uma consequência do fato de o álcool ter uma tensão superficial menor que a da água. Se o álcool estiver misturado com água de maneira não homogênea, uma região com uma menor concentração de álcool vai puxar o fluido circundante mais fortemente do que uma região com uma maior concentração de álcool. O resultado é que o líquido tende a fluir para longe das regiões com maior concentração de álcool. Isso pode ser facilmente demonstrado ao se espalhar uma fina película de água sobre uma superfície lisa e, em seguida, pingar uma gota de álcool sobre o centro do filme. O líquido irá sair correndo da região onde a gota de álcool caiu.
O vinho é sobretudo uma mistura de álcool e água, com açúcares, ácidos, corantes e flavorizantes dissolvidos. Nas regiões em que o vinho encosta na parede do vidro, a ação capilar faz com que o líquido suba essas paredes. Enquanto isso acontece, o álcool e a água evaporam do filme se formando na parede, com o álcool evaporando-se mais rapidamente devido à sua maior pressão de vapor. A resultante diminuição da concentração de álcool faz com que a tensão superficial do líquido na parede de vidro aumente; assim, um maior volume de vinho passa a ser puxado para cima, o qual tem uma baixa tensão superficial devido ao seu alto teor de álcool. O vinho move-se para cima pela parede de vidro até que gotículas se formem e caiam de volta por conta de seu peso.
O fenômeno foi explicado corretamente pela primeira vez pelo físico James Thomson, irmão mais velho de Lorde Kelvin, em 1855. É um exemplo do que é hoje chamado de efeito Marangoni (ou efeito Gibbs-Marangoni): o movimento de um líquido causado pelo gradiente de tensão superficial.
O efeito pode ser usado para deslocar gotículas de água em aplicações técnicas.
Às vezes é alegado incorretamente que um vinho com "mais pernas" é mais doce ou de melhor qualidade. Na verdade, a intensidade deste fenômeno depende apenas do teor de álcool, e pode ser eliminado completamente ao se cobrir o copo de vinho (o que impede a evaporação do álcool).
O físico britânico C. V. Boys argumenta que a injunção bíblica "Não olhes para o vinho quando se mostra vermelho, quando resplandece no copo e se escoa suavemente" (Provérbios 23:31) refere-se a esse efeito. Como as "lágrimas de vinho" são mais visíveis em vinhos que tem um alto teor de álcool, o autor pode ter sugerido isso como uma maneira de identificar vinhos que devem ser evitados por motivos de sobriedade.

## Fenômenos relacionados
Outros fenômenos de fluidos que surgem em misturas álcool-água são beading e viscimetria. Ambos fenômenos, entretanto, estão mais presentes em bebidas destiladas — aumentando conforme a concentração de álcool — do que no vinho.
Beading refere-se à formação de bolhas estáveis quando a bebida é agitada. Esse é um exemplo do efeito Marangoni.
Viscimetria caracteriza-se pela formação de espiras quando água é adicionada a uma mistura com alto teor alcoólico.